# 陳應之
陳應之（1485年—？），幼名如麟，字君咸，號梅陽，福建興化府莆田縣人，匠籍，明朝政治人物。

## 生平
福建鄉試第六十八名舉人。正德十二年（1517年）中式丁丑科會試第一百二十一名，登第二甲第八十九名進士。兵部观政，授南京户部主事，轉员外、郎中，嘉靖六年（1527年）四月考察以不謹閑住。

## 家族
曾祖陳珪，曾任文昌教諭，以子陈俊贈南京兵部尚書；祖父陳儀，肇庆府新县县训导；父陳天禄（1469年-1538年），字允遒，號龍坡，自號卧雲居士，曾任義官，封承德郎南京户部主事。母林氏，封安人。具庆下。弟昂之。